# Francis X. Bushman

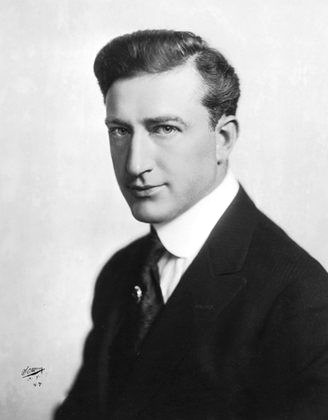
Francis X. Bushman.

Francis X. Bushman, född 10 januari 1883 Baltimore, Maryland, död 23 augusti 1966 i Pacific Palisades, Kalifornien, var en amerikansk skådespelare. Han var en av 1910-talets flitigaste och populäraste filmskådespelare i Hollywood, men senare blev filmrollerna mer sporadiska. Bushman medverkade bland annat som huvudrollsinnehavare i den första filmversionen av Ben-Hur 1925.
Bushman har en stjärna på Hollywood Walk of Fame vid adressen 1651 Vine Street.